# 鹅鸭杀
《鵝鴨殺》是由Gaggle Studios开发的战略游戏，于2021年10月发行。該作已於Windows、MacOS、安卓、iOS平台發行。

## 玩法与地图
游戏的玩法类似《Among Us》。一盘游戏的玩家数为5－16人。玩家扮演的角色主要分为鹅、鸭、中立。故事背景是鹅建造了一艘飞船（名叫老妈鹅星球飞船）去探索太空，鸭子混入飞船想要破坏。鹅要以小游戏的形式在地图上完成任务，长时间不完成任务会被踢出游戏，鸭子会伪装成鹅的样子，并会得到虚假的任务清单以便混在鹅之中。
鸭子可以通过红名识别其他鸭子或模仿者的身份，并有单独的破坏任务可以完成，可以进入一些鹅无法进入的区域。中立角色则具有各自的技能和游戏目标。
如果玩家被杀死，他们将变成幽灵。幽灵具有穿过墙壁的能力，也可以看到所有鸟的身份。除了变成幽灵的死亡玩家，其他玩家都无法看见幽灵。
鹅需要完成所有任务或找到并投票杀死所有鸭子和任何存在的鹈鹕或猎鹰获胜，而鸭子则需要杀死一定数量的非鸭玩家和任何存在的鹈鹕或猎鹰，或通过破坏飞船获胜。当鸭子进行破坏活动时如果鹅和中立角色没有在倒计时结束之前完成修理，则鸭子获胜。
如果某位玩家发现了尸体，可以立即通报并强制所有玩家参加会议。游戏内置了语音支持，因此玩家们可以自由发言。投票采用相对多数制，获得票数最高的玩家将会立即死亡变成幽灵。如最高票者有多于一个，即平票，或投弃权者超过最高得票者，则无鸟类死亡。幽灵没有投票权，也不能发言。没找到尸体时，玩家也可以按下地图某处的开会按钮来召开会议。
游戏本身免费。玩家可以选择各类物品来定制自己的角色，例如鸟的颜色、衣服、帽子和宠物，其中一部分需要付费。

### 地图
游戏内有十二张地图，分别是地下室（The Basement）、鹅教堂（Goosechapel）、连结殖民地（Nexus Colony）、老妈鹅星球飞船（SS Mothergoose）、丛林神殿（Jungle Temple）、马拉德庄园（Mallard Manor）、黑天鹅（Blackswan）、古代沙漠（Ancient Sands）、血夜港湾（Bloodhaven）、伊格尔顿泉（Eagleton Springs）、嘉年华（The Carnival）以及休息室（The Lounge）。部分地图有特殊的环境杀机制。

## 角色与规则
游戏中各个阵营都有各自都有不同的目标及任务。

### 鹅阵营角色
1. 鹅（Goose）：完成任务，保住自己的性命并把鸭子票出去，无任何能力。
2. 肉汁[鹅]（Gravy[Goose]）：通过完成任务来增加自己的赏金，有杀戮能力的玩家只能在和肉汁独处时杀死肉汁。
3. 通灵者[鹅]（Medium[Goose]）：使用技能时可以知道当前还有多少鸟类活着。
4. 正义使者[鹅]（Vigilante[Goose]）：仅拥有一次杀戮机会，可以杀掉任意一只鸟。
5. 警长[鹅]（Sheriff[Goose]）：可以杀死所有鸟类，但如果杀掉鹅则会导致双方同时死亡。
6. 加拿大鹅[鹅]（Canadian[Goose]）：当被杀死后1秒将会让仍存活的杀戮玩家自动报警。[註 2]
7. 模仿者[鹅]（Mimic[Goose]）：在所有鸭子的视角中，模仿者的名字会变红（即被鸭子视为队友），如果一局游戏有模仿者，鸭子之间可以杀戮。[註 3]
8. 侦探[鹅]（Detective[Goose]）：可以调查玩家是否在本回合内有过杀戮记录。[註 4]
9. 观鸟者[鹅]（birdwatcher[Goose]）：可以透过墙壁来观察另一边的景象，但视野将会被限制为手电筒视角，关灯破坏期间无法使用技能。
10. 保镖[鹅]（Bodyguard[Goose]）：成功保护某玩家以获得额外的奖励，如果在被保护者身边且杀手对被保护者行动时，保镖会跳出来挡下这次攻击并死亡。[註 5]
11. 政治家[鹅]（Politician[Goose]），只会在有监狱的地图里出现[註 6]，无法被送入监狱。
12. 锁匠[鹅]（Locksmith[Goose]），只会在有监狱的地图里出现，有人被关押后随时可以打开监狱的大门。
13. 殡仪员[鹅]（Mortician[Goose]）：可以调查尸体得知死者的身份。
14. 网红[鹅]（Celebrity[Goose]）：在网红死亡的瞬间所有鹅阵营玩家都会收到网红鹅死亡的消息。
15. 冒险家[鹅]（Adventurer[Goose]）：只会在有环境杀的地图里出现。环境杀无法将冒险家杀死。
16. 复仇者[鹅]（Avenger[Goose]）：如果复仇者目睹了一场杀戮（即使是在灯光损坏期间），复仇者则可在之后10秒内短暂获得杀戮能力。
17. 星界行者[鹅](Astral[Goose]）：可以灵魂出窍并穿越墙壁观察周围，灵魂出窍期间不能看到鸟类具体是谁，但能听见玩家说话。
18. 工程师[鹅]（Engineer[Goose]）：可以躲藏于柜子、箱子等物件中且可以使用通风管道。在破坏任务期间工程师可以通过小地图来查看搞破坏的鸭子的大体位置。
19. 流浪儿童[鹅]（Street Urchin[Goose]）：古代沙地专属角色，鸭子启动关门破坏期间可以从里面打开非木门的锁。
20. 追踪者[鹅]（Tracker[Goose]）：古代沙地专属角色，可以在沙尘暴期间通过小地图查看有多少人在外面一个范围较大的红圈内。
21. 跟踪者[鹅]（Stalker[Goose]）：可以对一个玩家使用跟踪，跟踪该玩家后，跟踪者会显示出一个箭头，这个箭头会一直指向被跟踪的目标，如果消失则说明该玩家遇害。[註 7]
22. 审判官[鹅]（Inquisitor[Goose]）：血夜港湾地图角色，可以查看一个人是否被腐化。如果这个人是鸭子阵营的角色，查看时会显示“已腐化”。[註 8]
23. 恶魔猎手[鹅]（Demon Hunter[Goose]）：血夜港湾地图角色，在被腐化后可以杀掉一个人，每次被完全腐化都可以杀掉一个人。
24. 圣徒[鹅]（Saint[Goose]）：血夜港湾地图角色，可免疫腐化带来的负面效果。
25. 女裁缝[鹅]（Seamstress[Goose]）：血色港湾地图角色，可以对两名玩家的腐化状态进行比较。
26. 生存主义者[鹅]（Survivalist[Goose]）：鹈鹕或猎鹰死后且在最后三名玩家中，就会开启倒计时。鹅阵营会在倒计时结束后获胜。
27. 说客[鹅]（Lobbyist[Goose]）：每积攒一定的票数就可以杀戮一次。
28. 预言家[鹅]（Fortune Teller[Goose]）：报告尸体时可以看到可能的凶手。只会在嘉年华出现。

### 鸭子阵营角色
1. 鸭子（Duck）：杀戮、搞破坏，将鹅与中立杀完后获得胜利。
2. 食鸟鸭[鸭]（Cannibal[Duck]）：食鸟鸭可以且仅可以吃掉一个尸体。
3. 变形者[鸭]（Morphling[Duck]）：在贴近一个玩家时，可以抽取该玩家的血液，并用该玩家的血液伪装成该玩家的样子20秒，时间结束后变回原形。
4. 静语者[鸭]（Silencer[Duck]）：每轮可以贴近一个玩家，并将该玩家“静语”（禁言），被“静语”的玩家在正常时无任何区别，但召开会议时被“静语”的玩家将无法发言与打字，[註 9]
5. 专业杀手[鸭]（Professional[Duck]）：当你杀死一个玩家时，该玩家的尸体会被隐藏，鹅无法看见专业杀手处决的尸体但中立角色和鸭可以看见，当鹅靠近尸体时将会自动报告该尸体[註 10]
6. 间谍[鸭]（Spy[Duck]）：如果只有间谍一人投票给了一个玩家，那么在下个回合后会议期间间谍可以看见该玩家的身份。
7. 刺客[鸭]（Assassin[Duck]）：在会议期间，刺客可以按下“狙击”按钮并选择一个玩家猜测他的身份，如果猜对该玩家将会被刺客“枪毙”，如果猜错刺客将会“饮弹自尽”。一局游戏中刺客拥有两次“枪杀”机会。每次会议最多发动一次技能。
8. 雇佣杀手[鸭子]（Hitman[Duck]）：杀死目标玩家以获得额外奖励。只会与保镖[鹅]一起出现。
9. 告密者[鸭子]（Snitch[Duck]）：只会在有监狱的地图里出现。如果只有告密者一人投票给一个玩家，该玩家会被送进监狱，政治家免疫此能力。
10. 派对狂[鸭子]（Party[Duck]）：派对狂可以贴近一个玩家并释放“氦气”让该玩家在进入会议后发言时声音的音调会变高变尖。[註 11]
11. 爆炸王[鸭子]（Demolitionist[Duck]）：爆炸王可以贴近一个玩家并在其身上放置“炸弹”，被安放“炸弹”的玩家需要在炸弹启动的15秒倒计时内传递给其他人来防止自己被炸死。[註 12]
12. 身份窃贼[鸭]（Identity Thief[Duck]）：身份窃贼杀死一个玩家时，身份窃贼会变成受害者的样子。[註 13]
13. 忍者[鸭]（Ninja[Duck]）：忍者可以同时杀死在忍者杀戮范围内的两个玩家，但是杀戮的冷却时间是一般鸭子的三倍。在禁行通道内杀戮技能恢复得更快。只会在有禁行通道的地图里出现。[註 14]
14. 丧葬者[鸭]（Undertaker[Duck]）：丧葬者可以以比较慢的速度拖动任何尸体，在味如吃鸡模式为拖动任何倒地状态的玩家。
15. 隐形者[鸭]（Invisibility[Duck])：隐形者可以隐身，隐身期间可以正常杀戮且移速极快，但无法看见哪里有玩家，隐身时间为5秒。
16. 连环杀手[鸭]（Serial Killer[Duck]）：连环杀手杀死目标时会略微减少连环杀手杀戮冷却时间，相反，杀死非目标时连环杀手杀戮冷却时间会增加。
17. 术士[鸭]（Warlock[Duck]）：古代沙地专属角色，在破坏列表里可以选择一个房间并召唤致命的蝗虫群。[註 15]术士召唤的蝗虫群需要一段时间才能够杀死玩家。[註 16]
18. 超能力者[鸭]（Esper[Duck]）：超能力者可以标记玩家，与TA远程交谈并远程杀死TA。
19. 大祭司[鸭]（High Priest[Duck]）：血夜港湾地图角色，大祭司收集足够的腐化物后可以在会议期间选择狙击一个人，使用方法与刺客一样，成功则该玩家死亡，失败则会发出一个空包弹的声音，但大祭司与被狙击玩家均不会死亡。
20. 新信徒[鸭]（Initiate[Duck]）：血夜港湾地图角色，新信徒可以在白天时将一具尸体转化为多个腐化物。
21. 食罪者[鸭]（Sin-eater[Duck]）：收集腐化物来获得以生命为代价击杀周围玩家的能力。击杀足够多的玩家才能存活。只会在血夜港湾出现。
22. 传教士[鸭]（Preacher[Duck]）：可以增加一位非鸭子目标玩家的投票权重且可以看到会议投票具体票型。[註 17]
23. 丘比特[鸭]（Cupid[Duck]）：使两名玩家相爱并将他们的生死联系起来。如果他们及时掌掴对方，这个效果就会消失。只会在伊格尔顿泉出现。
24. 异形[鸭]（Drone[Duck]）：可以转变成异形，隐藏自己的身份。在被感染的区域内移动速度会提升。只会在伊格尔顿泉出现。
25. 默剧演员[鸭]（Mime[Duck]）：可以在一段时间内强制一名玩家模仿你的动作。只会在嘉年华出现。

### 中立阵营
中立阵营的玩家各自为战，每一个中立阵营的角色都算是一个阵营。鹈鹕和猎鹰不会同时出现在一局游戏中。
1. 鸽子（Pigeon）：在一个回合内感染所有仍在场玩家便获得胜利。[註 18]
2. 鹈鹕（Pelican）：活到最后以获得胜利，可以吃掉其他玩家。被吃掉的玩家在会议阶段前不会死亡。鹈鹕死亡时会把所有吃掉的玩家吐出来。
3. 呆呆鸟（Dodo Bird）：在投票阶段被投出便获得胜利。
4. 秃鹫（Vulture）：吃掉足够多的鸟类尸体（秃鹫可以吃掉爆炸王用炸弹杀死的尸体，且对获胜有帮助）。
5. 猎鹰（Falcon）：猎鹰可以杀死任何玩家，活到最后才能获胜。
6. 决斗呆呆鸟们（Dueling Dodos）：需要在其中一只呆呆鸟死后，另一个呆呆鸟在投票阶段被投出才能获得胜利。在其中一只呆呆鸟完成三个任务后获得对另一个呆呆鸟的杀戮能力。
7. 乌鸦（Crow）：血色港湾专属，腐化掉所有人，在所有存活的玩家被腐化后则可以开启乌鸦时刻，在乌鸦时刻内杀光所有的人获胜。
8. 恋人[鹅或鸭]（Lover[Goose or Duck]）：由两个玩家组成，没有任何附加能力，需要情侣存活到最后才能获胜。[註 19]

### 其他角色
1. 迷彩鸭（Camo duck），味如吃鸡模式专属，在一定范围内对其他队伍的玩家隐形。

### 环境机制和特殊死亡规则
部分地图拥有着不同的机制，其中一部分机制可以杀掉玩家
- 血夜港湾中拥有一项独特的昼夜更替和腐化机制[12]
- 地下室：锅炉房和锅炉前与雾洞的河流区域；鸭子在此处杀掉人后尸体会变为另一种特殊的样子且拥有动画，动画结束后尸体不会出现在原地。
- 丛林神殿：鸭子启动滚石破坏和天坑破坏，后会杀死陷阱区域所有人。
- 马拉德庄园：鸭子启动坠落吊灯破坏会杀死陷阱区域所有人。
- 古代沙漠：鸭子启动木乃伊破坏，会放出一个由AI操控的木乃伊并追逐任何玩家。
- 老妈鹅星球飞船：在有人处于货仓区域时，任何玩家可以做“密封气阀门”任务来将一个玩家困于货仓区域内，这时另一个玩家可以跑到舰桥区域来拉下拉杆，拉下拉杆后被困于货仓的玩家则被吸出货仓并被判定为死亡。
- 连结殖民地：航天飞船可以被人为启动，前提是要完成一个有关于航天飞船的任务，在完成此任务后，启动航天飞船则可以飞到另一边，但另一边的轨道上如果有人时则那个人会被飞船撞死。航天飞船破坏期间如果有人乘坐飞船并启动飞船则会发生空难，所有乘坐者被判定死亡。
- 伊格尔顿泉：

1. 当鸭子召唤校车时，被校车撞到的玩家会被判定死亡。
2. 大部分的破坏都会导致感染。虽然不清除感染不会导致鸭子的胜利，但是鸭子在被感染的区域内会被增幅。

## 模式与活动
从2.15版本开始后，官方几乎每次进行版本更新（不包括小更新，例如2.15.02，但也有例外，如2.18.02）时都会附加一个扭蛋机活动或单方面联动活动，玩家们可以通过在游戏中完成任务（伪造任务也可以）以获得活动代币前去抽取扭蛋（扭蛋机位置位于“放松闲逛一下”的地图“娱乐室”）。
2.15.00版本：新春扭蛋机、新春代币。
2.16.00版本：继承2.15.00版本新春扭蛋机与新春代币。
2.17.00版本：情人节代币、情人节扭蛋机。
2.18.00版本：冬季代币、冬季扭蛋机。
2.18.02版本：单方面联动；由鹅鸭杀]向蛋仔派对提供服饰：午夜鹅、呆呆鸟、大眼鹅。
2.19.00版本：无任何活动。
2.20.00版本：PUBG单方面联动更新；G代币、G扭蛋机。
2.21.00版本：乌鸦代币、乌鸦扭蛋机。
2.21.02版本：修复几个问题
2.22.00版本：无任何活动
2.23.00版本：春季代币、春季扭蛋机

### 游玩模式
游戏内共拥有8种游戏模式，分别是“经典版”、“轮抽选角”、“猎鹅”、“霸王餐”、“不给糖就捣蛋”、“腐化”、“味如吃鸡”以及“放松闲逛一下”。每个模式都有其不同的玩法。
1. 经典版：玩家进入游戏后则随机成为一个职业，完成任务、解决紧急任务、报告尸体，并在开会时将某玩家投票出局。
2. 轮抽选角：玩家进入游戏后将被选为一个随机序号，轮到该玩家时，该玩家选择系统指定的三种身份之一或随机，其余玩法与经典版相同。
3. 猎鹅：在此模式中尸体无法被报告，鸭子的视野被改为低视野，鹅的视野被改为中视野。鸭子需要在限定的时间内将所有的鹅全部杀完，鹅则需要存活到时间结束，鹅们可完成任务，完成任务以后将减少倒计时。
4. 霸王餐：一只秃鹫和一只猎鹰（被分为蓝队）与2-14只鸭子（被分为红队）组合为一场游戏，在此模式中尸体无法被报告，蓝队需要等待倒计时结束或由蓝队的猎鹰杀光红队成员，红队需要在倒计时结束前杀光蓝队成员，蓝队的秃鹫在吃掉尸体后可减少5秒倒计时。
5. 不给糖就捣蛋：由一个吸血鬼或木乃伊与4-15个村民组成一场游戏。村民需要完成一定数量任务召集会议并将怪物投票处决；怪物需要将村民转化为鬼奴，如果怪物在倒计时结束前将所有村民都转化为鬼奴的话则怪物获胜，反之如果村民成功存活到了倒计时结束以后则村民获胜。
6. 放松闲逛一下：由1-16名玩家在地图”休息室“进行娱乐，在此模式中无法死亡，并且所有玩家都没有身份，此模式还有扭蛋间和卡牌房可以供玩家游玩。
7. 腐化机制（目前仅存于血夜港湾）：角色如果拾取腐化物将会持续增加腐化进度，腐化进度满以后将该玩家腐化。鸭子阵营可以通过拾取腐化物减少杀戮的冷却时间。被腐化的鹅和中立阵营角色无法分辨其他玩家。玩家需要完成三个任务才可以解除腐化。[15]
8. 味如吃鸡：类似大逃杀的游戏模式，最多16个玩家，每队4人，可选角色为鸡、丧葬者、保镖、迷彩鸭和身份窃贼。

## 开发与營運
开发商Gaggle成立于2020年4月，愿景是制造能无缝集成语音和视频聊天的游戏。公司的员工在玩《Among Us》时，意识到该游戏缺少一些元素（内置语音聊天），加上的话会使游戏更好。他们不想制作mod或是在游戏加上一个新的部分，所以决定制作自己的游戏。在被问到本作和《Among Us》的区别时，CEO表示在他们看来，《Among Us》更加简单，有点像是跳棋，而本作更加混乱和多变。另外一个区别则是本作是把语音聊天作为一个设计游戏时围绕的核心机制，而不是后期由第三方开发该功能。
由于服务器负载高和受攻击等原因，有时会玩家会遇到掉线、无法登陆、画面卡顿、听不到其他玩家说话等现象。例如2023年1月9日，开发商表示因为受到攻击，会把服务器关闭两天进行维护。
开发商给一些人气较高的游戏主播訂製了专属的角色外观。

## 評價與影響
截止2022年底，游戏在Steam收到了约90%的正面评价。
2022年11月，韩国艺人金泰亨开始直播鹅鸭杀，给游戏带来了大量玩家。11月初时，Steam平台上最多同时有几千名玩家在玩鹅鸭杀。到了12月初，这个数字就增加到了15万人。之后玩家人数继续增加，12月26日Steam在线人数超过了30万人。年底时，同时在线人数的峰值大约为40万人。开发商在2023年1月2日宣布将尽快扩充服务器的容量。1月5日，同时在线人数达到56万人，超过了人气曾经登顶的《绝地求生》、《使命召唤：现代战争2》和《Apex 英雄》。
由于游戏中玩家可以任意自行取名，中国大陆境内平台上的鹅鸭杀游戏直播经常会因为用户名违规或敏感等原因被强制终止。哔哩哔哩建议主播在直播过程中隐藏房间ID以避免被系统自动切断。在游戏2023年1月15日的更新中，加入了隐私模式（Privacy Mode）。在这个模式中，加入游戏的玩家的名字会被替换为「鸟（BIRD）+一个数」。